# Capetinga
Capetinga is een gemeente in de Braziliaanse deelstaat Minas Gerais. De gemeente telt 7.326 inwoners (schatting 2009).

## Aangrenzende gemeenten
De gemeente grenst aan Cássia, Ibiraci, Pratápolis, São Sebastião do Paraíso, São Tomás de Aquino, Franca (SP), Itirapuã (SP) en Patrocínio Paulista (SP).